# Richard Rock

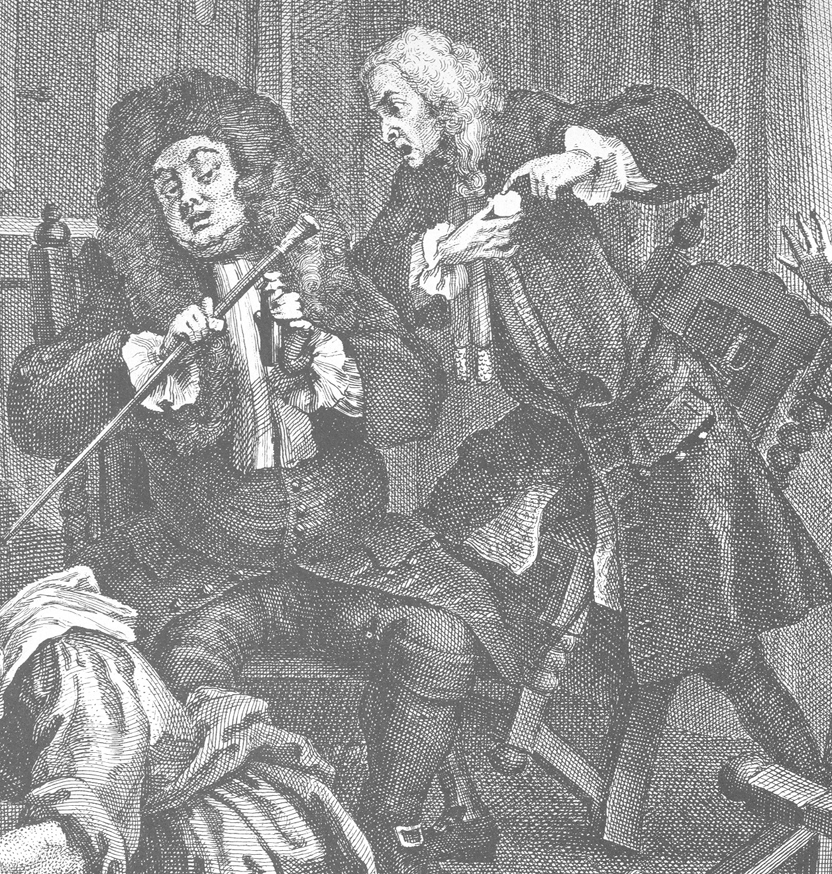
Richard Rock (links) streitet mit Dr. John Misaubin auf einem Bild von William Hogarth, A Harlot’s Progress von 1732, derweil seine Patientin an einer Geschlechtskrankheit stirbt.

Richard Rock (* 1690?; † November 1777) war ein bekannter Arzt in London des 18. Jahrhunderts. Er stammte aus Hamburg und soll laut Georg Christoph Lichtenberg Harlekin gewesen sein, bevor er wegen des Verkaufs von Zahnpulver, welches er aus Menschenschädeln gewann, aus Hamburg fliehen musste. Mangels anderer Quellen ist nicht gesichert, ob dies lediglich ein satirischer Einfall Lichtenbergs war, da Rock in dessen Beschreibung des Weiteren ein Tod durch Erhängen wegen eines Mordes nachgesagt wurde, welchen er im hohen Alter von über 80 Jahren begangen haben soll.
Rock erschien 1732 als Figur in einer zusammenhängenden Serie von Gemälden und Kupferstichen A Harlot’s Progress (dt.: Der Lebenslauf einer Prostituierten) von  William Hogarth. In der fünften Szene der moralistischen Reihe, erscheint Dr. Richard Rock (mit dunkler Perücke) und streitet sich in Gegenwart einer sterbenden Patientin mit Dr. Jean Misaubin (mit heller Perücke) über die medizinischen Methoden, den Aderlass (den Dr. Rock empfiehlt) und das Schröpfen (das Dr. Misaubin bevorzugt). Der  Kontrast zwischen dem Deutschen Rock – dick und von gedrungener Statur – und dem Franzosen Misaubin wurde bewusst gewählt. Misaubin, ein seinerzeit ebenso real existierender Londoner Quacksalber, ist leicht an seinem bemerkenswert großen und hageren Aussehen zu erkennen, jedoch der zweite Arzt war nicht so bekannt und daher schwerer zu identifizieren. Deshalb fügte Hogarth seinen Namen in späteren Drucken auf einem Zettel auf dem Hocker unten rechts in der Szene hinzu.
Hogarth nahm Rock auch in seinen Stich „Morning“ (1738) auf, den ersten einer Serie mit dem Titel The Four Times of the Day, auf welchem er dargestellt wird, wie er seine Medikamente in Covent Garden verkaufte. Rock war in London dafür bekannt, Mittelchen gegen Geschlechtskrankheiten zu verkaufen.
Oliver Goldsmith behandelt Rock und seine physische Erscheinung im Kapitel LXVIII seines 1760 erschienenen Werks The Citizen of the World.